# Agence de l'Union européenne pour le programme spatial
L'Agence de l'Union européenne pour le programme spatial (en anglais : European Union Agency for the Space Programme, ou EUSPA) est une agence décentralisée de l'Union européenne. Remplaçant l'agence du GNSS européen, elle a pour mission de gérer et d'opérer certains programmes de satellites comme le système de positionnement Galileo, EGNOS ou Copernicus.

## Description générale
L'EUSPA est une agence décentralisée de l'Union européenne. Elle dispose d'une personnalité juridique propre.
L'Agence veille à la mise au point d'une nouvelle génération de systèmes de radionavigation par satellite (GNSS) : le programme Galileo, une pièce importante du système mondial de radionavigation et de positionnement.
Compte tenu de la nature stratégique des programmes européens de positionnement et de navigation par satellite, qui incluent EGNOS et GALILEO, et du besoin de s'assurer que les intérêts publics dans ce domaine sont convenablement défendus et représentés, l'autorité de surveillance du GNSS européen a été mise en place afin de gérer les intérêts publics, de jouer le rôle d'autorité de règlementation pour les programmes européens GNSS et de jeter les bases d'un système pleinement durable et viable sur le plan économique.

## Histoire

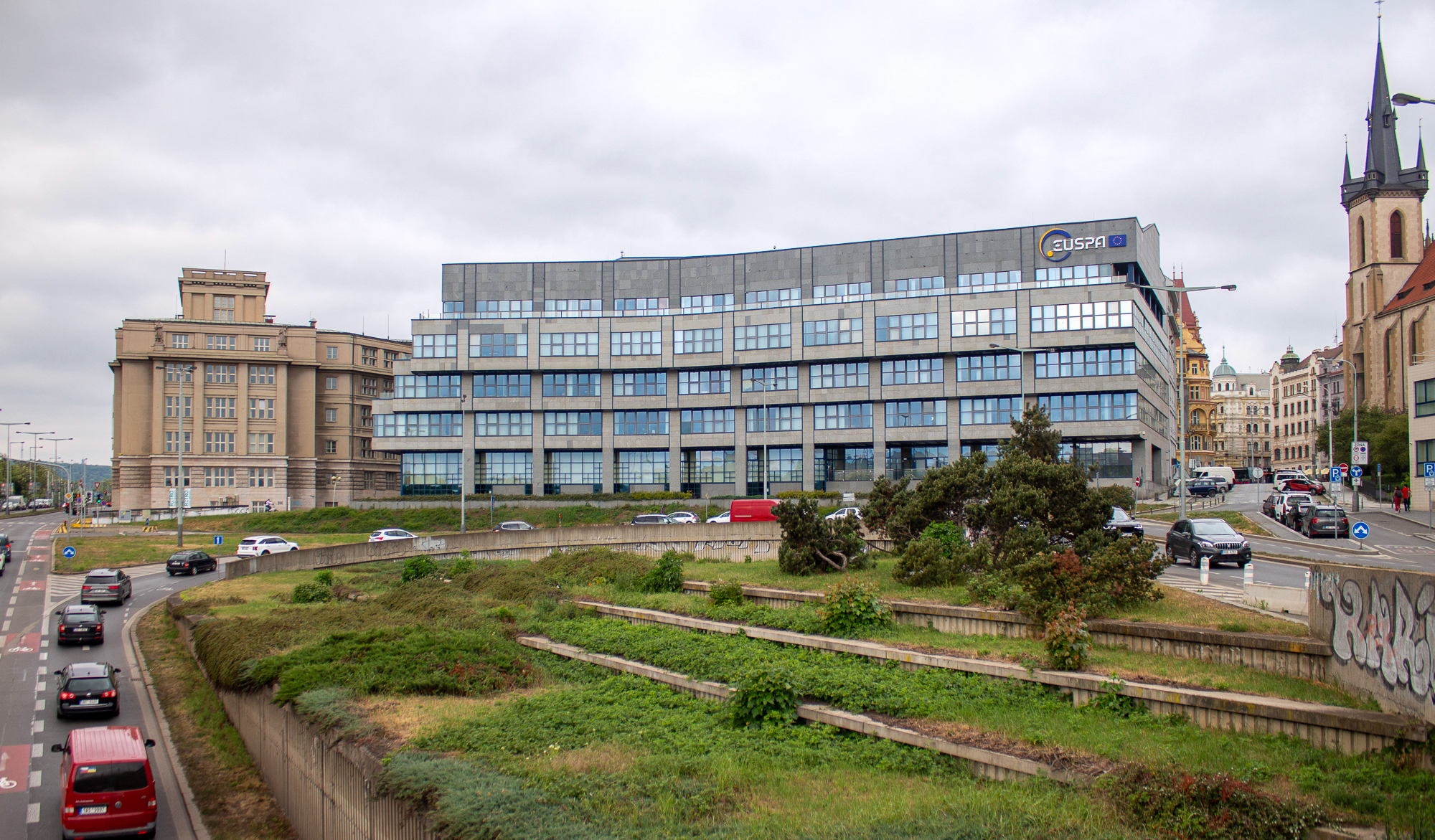
Siège de l'agence à Prague.

L’Autorité de surveillance du GNSS européen ou GSA, était une agence de l'Union européenne créée par le règlement no 1321/2004 du Conseil du 12 juillet 2004 pour assurer la mise en œuvre d'une nouvelle génération de systèmes de radionavigation par satellite (GNSS), renommée agence du GNSS européen (en anglais : European GNSS Agency, même sigle : GSA) en 2010. Son siège a été fixé à Prague, en République tchèque en 2012. La GSA a été transformée en l'agence de l'Union européenne pour le programme spatial en 2021.

## Objectifs
L'Agence de l'Union européenne pour le programme spatial :
- gère les programmes européens de navigation par satellite, contrôle l'utilisation des fonds et conduit les activités connexes de recherche et de développement ;
- est responsable des questions liées au droit d'utilisation des fréquences nécessaires au fonctionnement des systèmes, à la certification des composants et à leur sûreté et leur sécurité ;
- octroie les licences aux concessionnaires responsables des opérations et des prestations de services de Galileo et s'assure du respect des contrats ;
- est propriétaire des actifs créés ou développés dans le cadre des programmes Galileo et EGNOS.

## Organisation de l'Agence
L'Agence est organisée ainsi :
- un conseil d'administration composé de représentants des États membres, chargé d'adopter chaque année le budget, le programme de travail et le rapport général ;
- un directeur nommé par le Conseil de l'Union européenne, représentant légal de l'Agence, responsable de la gestion et de l'administration quotidienne de l'Agence et notamment de la gestion de ses ressources. Le directeur exécutif est responsable devant le conseil d'administration, à qui il rend compte de sa gestion.

## Relations avec l'Agence spatiale européenne
L'objectif initial de l'Union européenne (UE) était d'intégrer l'Agence spatiale européenne (ESA) en tant qu'agence de l'UE d'ici 2014. Bien que l'UE et ses États membres financent ensemble 86 % du budget de l'ESA, celle-ci n'est pas une agence de l'UE. L'ESA est partenaire de l'UE sur ses deux programmes spatiaux phares actuels, la série Copernicus de satellites d'observation de la Terre et le système de navigation par satellite Galileo, l'ESA assurant la supervision technique et, dans le cas de Copernicus, une partie du financement. Toutefois, l'UE a montré un intérêt pour de nouveaux domaines, ce qui a conduit à la proposition de renommer et d'élargir son agence de navigation par satellite (l'Agence européenne GNSS) en Agence de l'Union européenne pour le programme spatial. La proposition a suscité de vives critiques de la part de l'ESA et de nombreux États membres de l'ESA et de l'UE, car elle était perçue comme empiétant sur le domaine de l'ESA.
En janvier 2021, après des années de relations tendues, les responsables de l'UE et de l'ESA ont rétabli leurs relations. Le commissaire européen au Marché intérieur, Thierry Breton, a déclaré : « La politique spatiale européenne continuera de s’appuyer sur l’ESA et sur son expertise technique, scientifique et d’ingénierie unique », ajoutant que « l'ESA restera l'agence européenne pour les questions spatiales. » Il a ajouté : « Si nous voulons réussir notre stratégie spatiale européenne — et nous y parviendrons — j’aurai besoin de l’ESA à mes côtés. » Le directeur de l'ESA, Josef Aschbacher, a répondu : « Je souhaite vraiment faire de l'ESA l'agence principale, l'agence de référence pour la Commission européenne pour tous ses programmes phares. »
Désormais, l’ESA et l’EUSPA occupent des rôles et compétences distincts, officialisés dans l’Accord de partenariat-cadre financier (FFPA). Tandis que l'ESA se concentrera sur la conception et le développement des éléments techniques des programmes spatiaux de l'UE, l’EUSPA gérera les éléments opérationnels de ces programmes.

## Identité visuelle

Ancien logo.
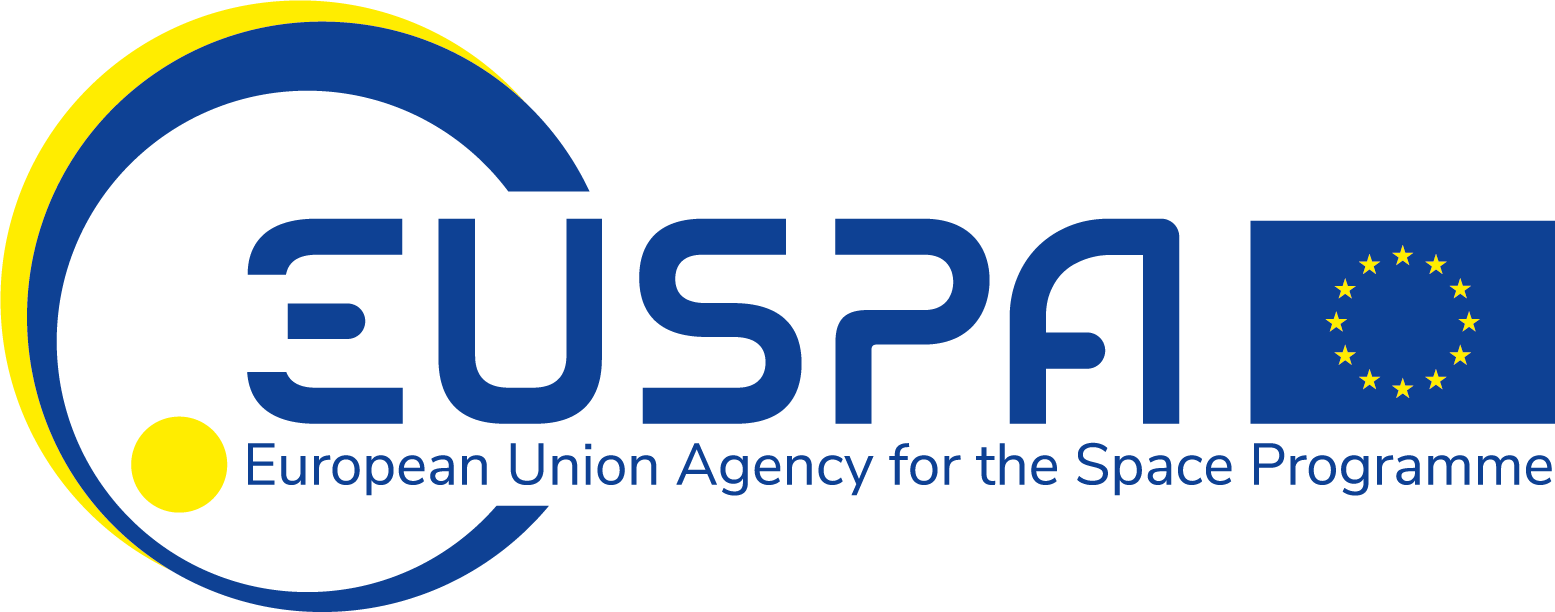
Logo actuel.